# Calliprason sinclairi
Calliprason sinclairi är en skalbaggsart som beskrevs av White 1843. Calliprason sinclairi ingår i släktet Calliprason och familjen långhorningar. Inga underarter finns listade.